# Stuart Conquest
Stuart Conquest (Ilford, 1º marzo 1967) è uno scacchista britannico.
Ha ottenuto il titolo di Maestro Internazionale nel 1985 e di Grande Maestro nel 1991. 
Nel 1981 ha vinto il campionato del mondo giovanile U16 a Embalse in Argentina. Nel 2008 ha vinto il campionato britannico a Liverpool.
Due volte vincitore (ex æquo) del torneo di Hastings (1995/96 e 2000/01). 
Ha rappresentato l'Inghilterra in quattro edizioni delle Olimpiadi degli scacchi dal 1996 al 2008, ottenendo complessivamente il 47,6% dei punti.
Nel luglio 2001 ha vinto il torneo internazionale di Clichy.
Nel maggio 2009 ha vinto l'open "Capo d'Orso" di Porto Mannu.
Ha raggiunto il suo massimo rating FIDE in ottobre 2001, con 2601 punti Elo.